# Steger (Illinois)
Steger is een plaats (village) in de Amerikaanse staat Illinois, en valt bestuurlijk gezien onder Cook County en Will County.

## Demografie
Bij de volkstelling in 2000 werd het aantal inwoners vastgesteld op 9682. In 2006 is het aantal inwoners door het United States Census Bureau geschat op 10.586, een stijging van 904 (9,3%).

## Geografie
Volgens het United States Census Bureau beslaat de plaats een oppervlakte van 9,1 km², geheel bestaande uit land. Steger ligt op ongeveer 243 m boven zeeniveau.

## Plaatsen in de nabije omgeving
De onderstaande figuur toont nabijgelegen plaatsen in een straal van 8 km rond Steger.